# San Gregorio Magno (Italia)
San Gregorio Magno es una localidad y comune italiana de la provincia de Salerno, región de Campania, con 4.516 habitantes.

## Evolución demográfica
| Gráfica de evolución demográfica de San Gregorio Magno entre 1861 y 2001 |
|                                                                          |
| Fuente ISTAT - elaboración gráfica de Wikipedia                          |

## Personas destacadas
- Franco Policastro, pintor